# Гусева, Ольга Александровна
О́льга Алекса́ндровна Гу́сева — российская пловчиха.

## Карьера
Занимается плаванием с 1982 года. Тренировалась в Москве у С. Н. Кустова (позже у А. Н. Акатьева). Двадцатикратная чемпионка России на дистанции 400 м, 800 м вольным стилем, 5 и 16 км − плавание на открытой воде.
Чемпионка Европы по марафонскому плаванию на открытой воде на 25 км (1999).
Серебряная призёрка чемпионата мира по марафонскому плаванию на открытой воде в командном зачете (1998).
Серебряный призёр этапа кубка мира по марафонскому плаванию на 30 км.

## Тренерская работа
В 1998 году закончила МОГАФК (кафедра теории и методики плавания, гребного и конного спорта; квалификация − тренер-преподаватель по плаванию). С 2001 года занимается тренерской работой.